# 음성 오향리 선돌
음성 오향리 선돌은 충청북도 음성군 감곡면에 있다. 2001년 12월 7일 음성군의 향토문화유적 제5호로 지정되었다.

## 개요
선돌은 마을 입구나 경계에 세워져 기념물 또는 마을의 평안을 지켜주는 수호신, 풍년농사를 기원하는 신앙대상물의 역할을 하는데 입석이라고도 한다. 이 선돌은 2기가 쌍을 이루며 약 300m 정도 남 ? 북쪽으로 떨어져 있는데, 1기는 남성선돌로 갈거나 쪼아서 만든 성혈(性穴)은 없으며, 선돌의 절단된 면인 남쪽 면에 숭정13년경진10월22일입석(崇禎十三年庚辰十月二十二日立石)이라고 글자가 새겨져 있어 1640년에 선돌을 세운 후 글자를 새긴 것으로 추정하고 있다. 선돌의 크기는 높이 296cm, 너비 194cm, 폭 60cm이다. 다른 1기는 여성선돌로 남성선돌보다 두께가 얇고 넓은 판석형으로, 크기는 높이 168cm, 너비 132cm, 폭이 40cm이다.

## 갤러리

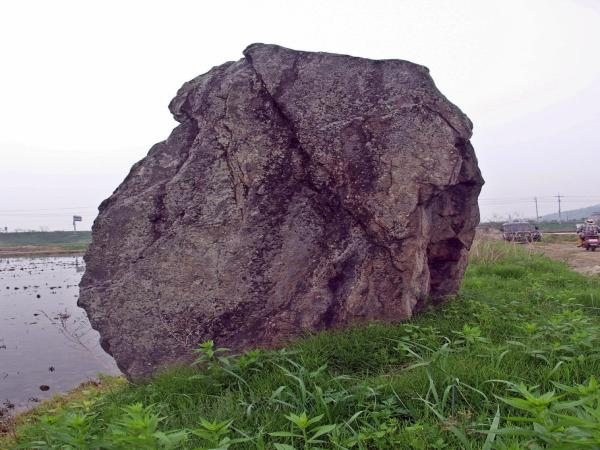
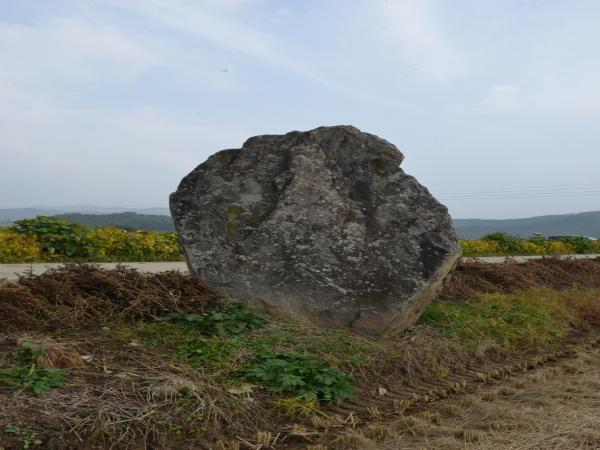
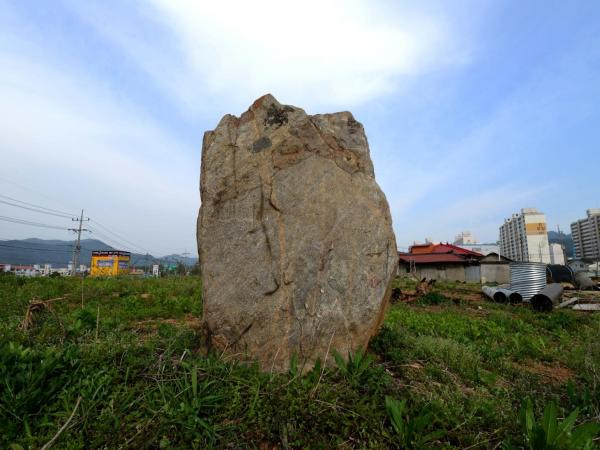
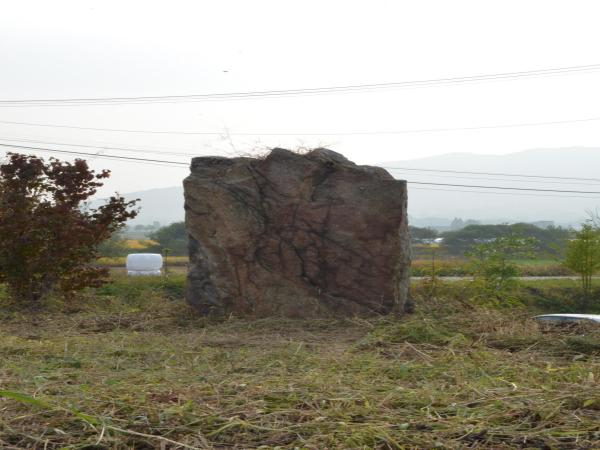